# 仙台白菜
仙台白菜（せんだいはくさい）は、日本の宮城県で生まれ、同地を主産地とする白菜の品種群である。中国の白菜を元に1920年（大正9年）頃に作り出された品種「松島白菜」（まつしまはくさい）と、さらに品種改良された「松島純二号」（まつしまじゅんにごう）、「松島新二号」（まつしましんにごう）などの総称、および、商品名として用いられる。
20世紀半ばまで全国に送り出されたが、現在は仙台市など地元を中心に消費されている。出荷時期は、11月上旬から12月下旬。

## 歴史
仙台白菜の起源は、日露戦争（1904年（明治37年）2月8日 - 1905年（明治38年）9月5日）に出征した第2師団（衛戍地：仙台市）の兵士・庄司金兵衛が、中国東北部で白菜（おもに酸菜に使われる「大白菜」）の種子を得て郷里の友人に配ったことにあると言われる。育てられた白菜は好評だったが、採取した種子が親の性質を引き継がないという障害があった。
これを品種として確立させたのは、宮城県農学校（当時の名取郡茂ヶ崎村、現・仙台市太白区、北緯38度14分17.5秒 東経140度53分7.9秒）と伊達家養種園（当時の仙台市、現・仙台市若林区、北緯38度14分39秒 東経140度54分2.7秒）に勤務した沼倉吉兵衛であった。白菜が他のアブラナ科の植物と交雑しやすいのが原因であったため、沼倉は松島湾の馬放島（当時の宮城郡浦戸村、現・塩竈市、北緯38度19分34.4秒 東経141度4分12.8秒）で隔離栽培して種子を得た。その後、松島白菜をもとに、(株)渡辺採種場の創業者渡辺穎二が改良を進めて「松島純一号」を採種し、さらに1924年（大正13年）には「松島純二号」などの改良種が生まれた。くだって1943年（昭和18年）には「松島新二号」が生まれた。それらの種子を宮城県農会を通じて県内の農家に配り、栽培させた。県内では特に名取郡で栽培が盛んであった。
1921年（大正10年）に名取郡長町青物市場（北緯38度14分4.5秒 東経140度53分14.7秒 / 北緯38.234583度 東経140.887417度）の阿部太平が初めて東京市場に出荷した。1923年（大正12年）9月1日に大正関東地震（関東大震災）が発生すると、甚大な被害を受けた東京府（現・東京都）に向けて宮城県農会が鉄道貨車7両分の白菜を送り出した。ところで、それまで東京において漬け菜の主流は三河島菜だったが、当時の主産地である東京府北豊島郡尾久町（現・東京都荒川区）周辺に、同地震で甚大な被害を受けた東京府東京市から移住者が殺到して急速に市街地化が進行した。すると、三河島菜の栽培地が宅地に取って代わられて減少し、その一方で仙台白菜が東京に大量移入される事態が同期して、漬け菜の主流は三河島菜から白菜へと変化した。仙台白菜は全国的に普及し、1932年（昭和7年）には貨車5068両で161万6353俵が県外に送り出された。
仙台白菜の全盛期は第2次世界大戦の前までである。戦時中に交雑のせいで品種が劣化し、復活は戦後占領期の1951年（昭和26年）になった。その頃には他の品種が登場し、仙台白菜は栽培が難しい、柔らかくて傷がつきやすいといった理由で敬遠され、市場から消えてしまった。
1959年（昭和34年）、宮城県農業高等学校（旧・宮城県農学校）の用地内にある兜塚古墳の頂上に、農学校の同窓会によって沼倉吉兵衛の胸像が設置された（北緯38度14分19.2秒 東経140度53分3.4秒 / 北緯38.238667度 東経140.884278度）。
2001年（平成13年）の「仙台開府400年」の様々な事業を執り行った仙台開府四百年記念事業推進協議会（会長：仙台商工会議所会頭）が、開府500年に向けた「仙台ブランドの創出」を目標として活動を開始し、2003年（平成15年）10月に「仙台ブランド推進委員会」を設立した。この流れに呼応する形で、県や仙台市農業団体などが「仙台野菜ブランド化推進協議会」を構成し、2004年（平成16年）12月22日に「仙台伝統野菜フォーラム」を開催した。これ以降、仙台伝統野菜の生産・流通・消費・食育などの具体的な取り組みが徐々に行われ、仙台白菜も伝統野菜の1つとして見直された。2010年（平成22年）からは、明成高等学校（仙台市）が栽培や商品開発などに取り組み始め、普及に一役買うことになった。また、塩害に強いとされるため、2011年（平成23年）3月11日に発生した東北地方太平洋沖地震（東日本大震災）による津波で海水を被った農地において、栽培プロジェクトが始まっている。
なお、仙台白菜に駆逐された形となった三河島菜（在来種の青茎および変種の白茎の2種）は絶滅したと考えられていたが、江戸時代に仙台藩の足軽が参勤交代の際に江戸（現・東京都）から地元に持ち帰り、現在でも宮城県内で栽培され、仙台朝市などで販売されていることが2010年（平成22年）に判明した。それが仙台伝統野菜の1つ「仙台芭蕉菜」であり、在来種である青茎の三河島菜にあたる。同年から東京都小平市で栽培が開始され、2011年（平成23年）からはかつての主産地だった荒川区の小学校でも食育の一環として栽培されている。すなわち、江戸野菜「三河島菜」と仙台伝統野菜「仙台芭蕉菜」は同じものであり、各々地で伝統野菜の1つとしても認定されていることになる。